# Куп СР Југославије у фудбалу 1993/94.
Куп СР Југославије у фудбалу 1993/94. била је друга сезона фудбалског купа Савезне Републике Југославије. Титулу је бранила београдска Црвена звезда. Победник шампионата био је Партизан, победивши Спартак Суботицу у финалу 6–1.

## Прво коло
| Тим 1               | Резултат | Тим 2                 |
| ------------------- | -------- | --------------------- |
| Инђија              | 1–3      | Спартак Суботица      |
| Бачка Паланка       | 2–1      | Сутјеска              |
| Борац Бања Лука     | 1–3      | Партизан              |
| Борац Чачак         | 2–1      | Хајдук Кула           |
| Дубочица            | 2–3      | ОФК Кикинда           |
| Бечеј               | 6–0      | Будућност             |
| Земун               | 2–0      | Динамо Панчево        |
| Могрен              | 3–2      | Слобода Ужице         |
| Напредак Крушевац   | 3–0      | Јединство Бијело Поље |
| Пролетер Зрењанин   | 4–0      | Застава Крагујевац    |
| Рад                 | 6–0      | Приштина              |
| Раднички Крагујевац | 1–3      | ОФК Београд           |
| Раднички Ниш        | 3–2      | РФК Нови Сад          |
| Рудар Пљевља        | 0–1      | Обилић                |
| Трепча              | 1–2      | Раднички Нови Београд |
| Војводина           | 3–4      | Црвена звезда         |

## Друго коло
| Тим #1                | рез.                | Тим #2           | прва утакмица | друга утакмица |
| --------------------- | ------------------- | ---------------- | ------------- | -------------- |
| Бачка Паланка         | 1–5                 | Раднички Ниш     | 0–2           | 1–3            |
| Бечеј                 | 1–2                 | Партизан         | 1–0           | 0–2            |
| Обилић                | 2–3                 | Црвена звезда    | 2–1           | 0–2            |
| Могрен                | 1–4                 | Спартак Суботица | 0–1           | 1–3            |
| Напредак Крушевац     | 1–1 (4–1) (п)       | ОФК Кикинда      | 0–1           | 1–0            |
| ОФК Београд           | 5–5 (гол у гостима) | Борац Чачак      | 2–1           | 3–4            |
| Пролетер Зрењанин     | 2–1                 | Рад              | 2–0           | 0–1            |
| Раднички Нови Београд | 1–2                 | Земун            | 0–1           | 1–1            |

## Четвртфинале
| Тим #1            | рез.        | Тим #2            | прва утакмица | друга утакмица |
| ----------------- | ----------- | ----------------- | ------------- | -------------- |
| Црвена звезда     | 2–0         | Пролетер Зрењанин | 1–0           | 1–0            |
| Напредак Крушевац | 3–3 (4–5 п) | Раднички Ниш      | 2–1           | 1–2            |
| Партизан          | 7–1         | ОФК Београд       | 4–1           | 3–0            |
| Спартак Суботица  | 2–1         | Земун             | 1–1           | 1–0            |

## Полуфинале
| Тим #1           | рез. | Тим #2       | прва утакмица | друга утакмица |
| ---------------- | ---- | ------------ | ------------- | -------------- |
| Црвена звезда    | 2–3  | Партизан     | 1–0           | 1–3            |
| Спартак Суботица | 3–2  | Раднички Ниш | 2–1           | 1–1            |

## Финале

### Прва утакмица
| Спартак Суботица              | 2 – 3 | Партизан                                |
| ----------------------------- | ----- | --------------------------------------- |
| Милидраг 32’ · Несторовић 38’ |       | Чуровић 10’ · Милошевић 45’ · Ћирић 54’ |

### Узвратна утакмица
| Партизан                                              | 6 – 1 | Спартак Суботица |
| ----------------------------------------------------- | ----- | ---------------- |
| Милошевић 17’ (пен.), 39’, 86’ · Чуровић 31’ 43’, 85’ |       | Пухалак 73’      |

Партизан побеђује са укупним резултатом 9–4.